# Chrysotoxum montivaga
Chrysotoxum montivaga är en tvåvingeart som beskrevs av Violovitsh 1973. Chrysotoxum montivaga ingår i släktet getingblomflugor, och familjen blomflugor. Inga underarter finns listade i Catalogue of Life.